# Скордоля
Скордоля (рум. scordolea, греч. Σκορδαλιά) — соус из грецких орехов с чесноком, распространённый в Молдавии и Румынии.
Приготавливается из толчёных орехов и перетёртого чеснока, к которым добавляется размоченный в воде и отжатый мякиш белого хлеба. Полученная масса растирается в эмалированной посуде, куда постепенно добавляется растительное масло. После загустения туда вливают лимонный сок или виноградный уксус и снова перемешивают. Скордолю можно подавать в качестве соуса, если она очень густая, а можно и в качестве подливки, разбавив её бульоном. Скордоля прекрасно подходит к отварному мясу, ракам и овощам. Иногда её едят как салат со свежими огурцами.